# Michał Wołk Łaniewski
Michał Wołk Łaniewski herbu Korczak (zm. w 1745 roku) – chorąży starodubowski w latach 1710–1745, pisarz grodzki nowogródzki w latach 1701–1708.
Był wyznawcą kalwinizmu.